# Blastopsocus variabilis
Blastopsocus variabilis är en insektsart som först beskrevs av Samuel Francis Aaron 1883.  Blastopsocus variabilis ingår i släktet Blastopsocus och familjen storstövsländor. Inga underarter finns listade i Catalogue of Life.